# Contes (Pas-de-Calais)
Contes (Aussprache [kɔ̃t]) ist eine französische Gemeinde mit 349 Einwohnern (Stand: 1. Januar 2022) im Département Pas-de-Calais in der Region Hauts-de-France. Sie gehört zum Arrondissement Montreuil und zum Gemeindeverband Les 7 Vallées. Die Einwohner werden Contois und Contoises genannt.

## Lage
Die Gemeinde Contes liegt 16 Kilometer südöstlich von Montreuil-sur-Mer an der Canche, in die hier ihr Zufluss Planquette einmündet. Sie grenzt im Norden an Offin, im Osten an Cavron-Saint-Martin, im Südosten an Hesdin-la-Forêt, im Süden an Aubin-Saint-Vaast, im Südwesten an Maresquel-Ecquemicourt, im Westen an Beaurainville und im Nordwesten an Loison-sur-Créquoise.

## Bevölkerungsentwicklung
| Jahr                       | 1962 | 1968 | 1975 | 1982 | 1990 | 1999 | 2006 | 2013 | 2022 |
| -------------------------- | ---- | ---- | ---- | ---- | ---- | ---- | ---- | ---- | ---- |
| Einwohner                  | 399  | 386  | 333  | 359  | 370  | 334  | 315  | 326  | 349  |
| Quellen: Cassini und INSEE |      |      |      |      |      |      |      |      |      |

## Sehenswürdigkeiten

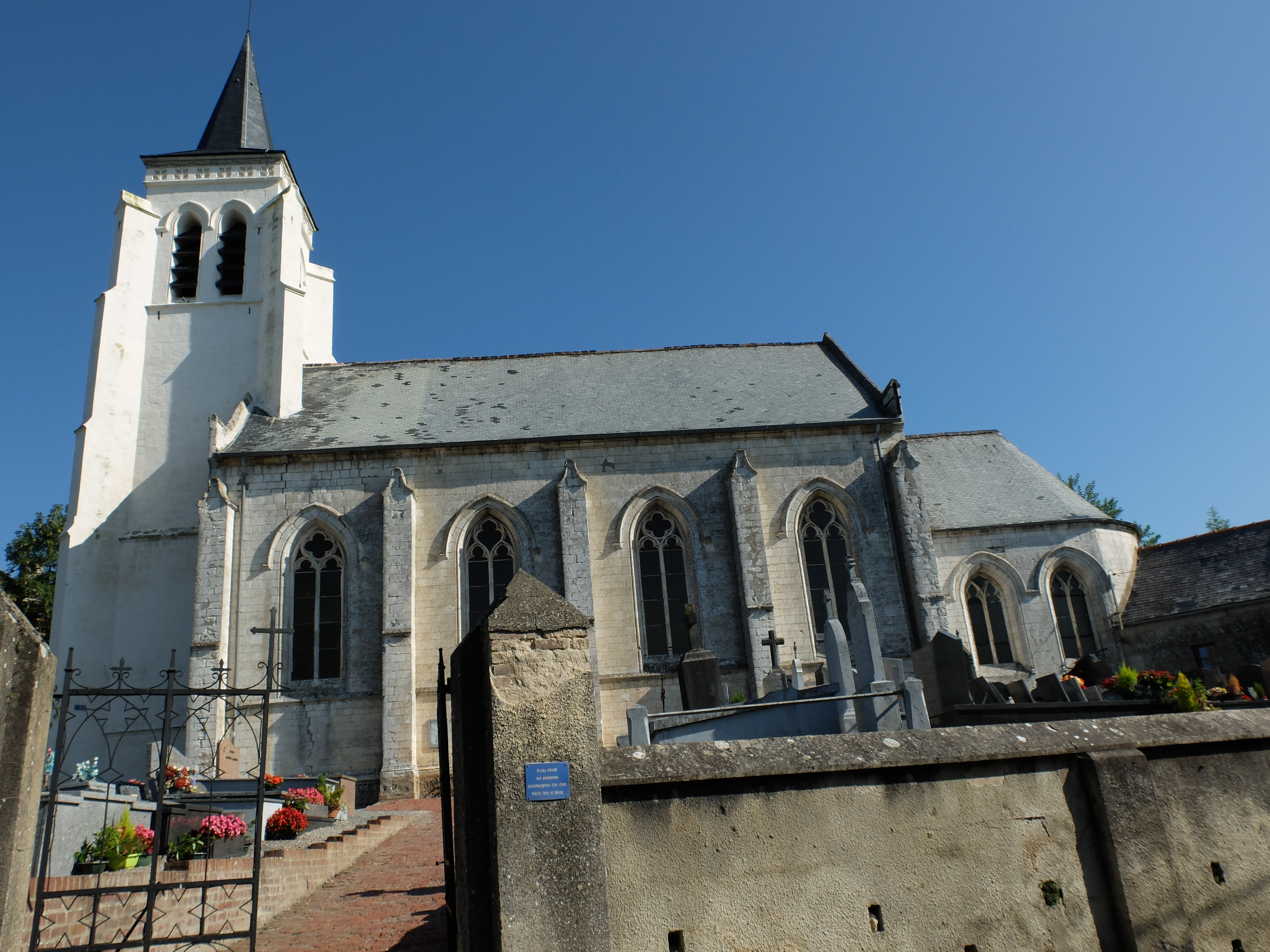
Kirche Saint-Vaast

- Kirche Saint-Vaast